# نادي الميل العالي

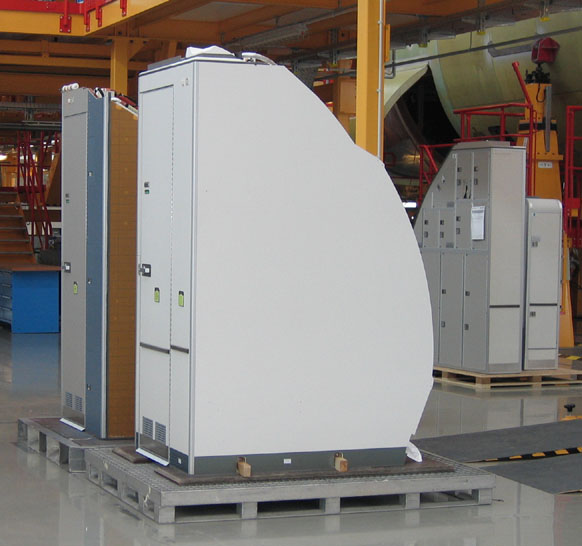
مرحاض الطائرة

نادي الميل العالي لغة دارجة للأشخاص الذين يمارسون الجنس، على متن الطائرة.
لا يوجد نادي رسمي معروف بهذا الاسم. لكن بما أن «العضوية» في هذا «النادي» تأتي من مجرد تأكيد الفرد، بأنه مؤهل ليكون عضوا، فهذا يعني أن مؤهلات العضوية مفتوحة لتفسيرات مختلفة. فأحد التفسيرات لذلك الفعل هو «اهتزاز الطائرة»، والتي قد يسرع أو يرفع «الإثارة الجنسية».
البعض يقول أن لديه تخيلات عن الطيارين أو مضيفات الطيران، أو هوس بشأن الطائرات نفسها. للكثير من الآخرين، ربما الأغلبية، الذي يجذب انضمام الناس لنادي الميل العالي هو الإثارة الناتجة من فعل شيء ممنوع، وكذلك الإثارة الناتجة من خطورة القبض عليهم.

## التاريخ
يقول موقع الكتروني باسم نادي الميل العالمي أن مؤسس هذا النادي، هو الطيار ومهندس التصميم لورنس سبيري،  برفقة السيدة والدو بولد، اللذان يرويان رحلتهما المشكوك فيها، على متن طائرة كورتيس مائية، بالقرب من نيويورك في نوفمبر 1916.
نقل المجلس الوطني لسلامة النقل تقرير عن حالة واحدة للنشاط الجنسي على الأقل كان سبب جزئي في وقوع حادث طيران.
في نوفمبر 2007، أوردت هيئة الإذاعة البريطانية خبراً بعنوان «خطوط الطيران تمنع نادي الميل العالي على الطائرة إيه 380» حول إجراء اتخذته الخطوط الجوية السنغافورية. طلبت الخطوط الجوية ركاب الدرجة الأولى بعد وقت قصير من تقديم طائرتهم الجديدة إيرباص إيه 380 احترام الركاب الآخرين.كان في الإثني عشر مقصور في الدرجة الأولى سريرين مزدوجين، لكنها ليست عازلة للصوت.

## حوادث مشهورة
أصبحت بعض الحوادث لأشخاص حاولوا ممارسة نشاط جنسي على متن الطائرات ذات شهرة:
- في أكتوبر 1999، تم القبض على اثنين من ركاب طائرة تابعة لشركة أمريكان ايرلاينز المسافرة من مدينة دالاس إلى مدينة مانشستر بعد تورطهم في «ممارسة جنسية» أمام «الركاب الآخرين» في «درجة رجال الأعمال» بالطائرة.[11][12] خسر كل منهما وظائفهم بعد حملة صحفية عقب الحادث.[13]
- في أواخر عام 2006، ألقي القبض على زوجين بسبب رفضهما وقف النشاط الجنسي العلني على متن طائرة حيث حظيت الحالة باهتمام إعلامي واسع النطاق،[14] محامي الزوجين أدعى أن الزوجين لم يقوما بنشاط جنسي، ولكن كان الزوج مريضا وأراد أن يستريح فوضع رأسه على حجر الزوجة.
- ادعى ريتشارد برانسون، صاحب خطوط فيرجن أتلانتيك الجوية وفيرجن أمريكا، انه انضم إلى نادي الميل العالي في سن 19 (عام 1969) في مرحاض الطائرة.بعد ذلك، اكتشف بأنها كانت متزوجة، ولم يعد لهم أي علاقة ببعض غير لقاء في الطائرة بالمصادفة.[15]
- في فبراير 2007 تم فصل ليزا روبيرتسون[16] وهي مضيفة في طيران كانتاس بعد ممارستها للجنس مع الممثل رالف فاينس في دورة مياه في درجة رجال الأعمال خلال رحلة من داروين إلى مومباي في ياناير 2007. في البداية أنكرت روبيرتسون الإتهام، لكن في وقت لاحق أعترفت خلال مقابلة مع صحيفة ديلي ميل.وقالت أيضا إنها بقيت مع فينيس في فندق مومباي.[17][18][19]

## قانونيا
نشرت هيئة الاذاعة البريطانية مقالا تتحقق فيما إذا كانت ممارسة الجنس على متن طائرة قانونيا. وكانت الخلاصة أنه يعتمد على أكثر من عامل، ومنها ما إذا كان أو لم يكن الفعل وقع على مرأى من الركاب الآخرين. لو طبق القانون البريطاني، سيسمح مثلا بممارسة الجنس في المرحاض العمومي، وهذا ضد قانون المخالفات الجنسية (عام 2003، القسم 71)، بعقوبة تصل إلى سجن 6 أشهر
أيضا، بالنسبة للرحلات الدولية، يمكن أن تختلف تبعا لقانون مدينة المغادرة ومدينة الوصول، أين كانت الطائرة تحلق في ذلك الوقت، والدولة التابعة لها شركة الطيران الناقلة.
ي يناير 2011، رفض جهاز تنظيم الطيران في المملكة المتحدة إعادة المصادقة على رحلات مايل هاي وهي لشركة طيران مستأجرة من غلوسترشير بالسماح لركابها بممارسة الحنس خلال الرحلات.

## الرحلات المستأجرة
بعض المشاريع التجارية تسعى للربح من اهتمام الناس بالانضمام إلى النادي عن طريق عرض رحلات مستأجرة خاصة مصممة لهذا الغرض أو عن طريق بيع شهادات تذكارية وأشياء أخرى. تزود أيضاً بعض المواقع الإليكترونية مصادر عن النادي مثل المعلومات التاريخية.